# Ghostrunner
Ghostrunner – gra komputerowa stworzona przez polskie studio deweloperskie One More Level w koprodukcji z amerykańskim 3D Realms i duńskim Slipgate Ironworks. Wydawcą jest firma All in! Games zaś współwydawcą 505 Games. Produkcja łączy w sobie w sobie elementy cyberpunku i gry akcji. Premiera na PC, Xbox One, Nintendo Switch i PS4 miała miejsce w 2020 roku, a na 2021 rok zapowiedziano premierę gry na XSX i PS5.

## Gameplay
Akcja gry ma miejsce w przyszłości, po globalnym kataklizmie. Ostatnim schronieniem ludzkości jest wielka wieża-miasto. Implanty determinują przynależność do grupy społecznej, a wszechobecna przemoc sprawia, że rozpoczyna się bunt.
Gracz wciela się w postać bohatera, który jako jedyny może walczyć w świecie fizycznym i w cyberprzestrzeni. Celem jest dotarcie na szczyt wieży, by pokonać władcę wieży-miasta, Klucznika. Gracz korzysta z miecza, może również wspinać się na platformy, biegać po ścianach i spowalniać czas. Rozgrywka opiera się na mechanice one-hit-one-kill, co oznacza, że wystarczy jeden cios, by zabić przeciwnika i bohatera.
Gra powstała na silniku Unreal Engine 4 i wspiera technologię Nvidia RTX.

## Odbiór gry
Ghostrunner został ogłoszony podczas targów gamescom 2019. Gra spotkała się z dużym zainteresowaniem, a artykuły o niej pojawiły się na takich stronach jak Forbes, GameSpot, PCGamer i Rock, Paper, Shotgun. W polskich mediach o grze pisały na swoich stronach internetowych między innymi CD-Action, CHIP i Graczpospolita.
Od 6 do 13 maja 2020 roku na stronie Steam dostępne było darmowe demo gry Ghostrunner. Demo zostało ciepło przyjęte przez graczy. Pisały o nim między innymi GameSpot, Eurogamer, PC Gamer i Destructoid, a także rodzime “CD-Action” i benchmark.pl.
Ghostrunner po premierze otrzymał wiele pozytywnych recenzji. IGN oceniło produkcję na 8/10, a w serwisie Metacritic gra uzyskała wynik 81/100.